# Epomophorus anselli
Epomophorus anselli é uma espécie de morcego da família Pteropodidae. Endêmica do Maláui, onde é registrada somente do Parque Nacional Kasungu (1982 e 1988) e da área de Katonga (1961).